# Plasson
Plasson is een historisch merk van motorfietsen.
Moteurs et Motorcycles Plasson, Grenoble (1921-1924).
Frans merk dat motorfietsen met eigen 197 cc zijklepmotoren bouwde, maar er werden ook tweetakten geproduceerd.